# Slaget vid Cer
Slaget vid Cer (serbiska: Церска битка, Cerska bitka; tyska: Schlacht von Cer; ungerska: Ceri csata), också känt som slaget vid Jadar, ägde rum mellan den 15 och 24 augusti 1914, under första världskriget. Slaget stod mellan österrikisk-ungerska och serbiska trupper vid Cerbergen i västra Serbien. Efter nio dagars strider hade serberna brutit de österrikiska linjerna och orsakat stora förluster. Nederlaget tvingade Österrike-Ungern att avbryta invasionen av Serbien och dra sig tillbaka bakom gränsfloderna Sava och Drina.